# Jukka Lehtinen
Jukka Lehtinen, född 5 november 1962,  är en finländsk skulptör.
Jukka Lehtinen utbildade sig 1982–1986 till konstnär på Lahtis institut för bildkonst, med examen 1986. Han har varit lärare på Aalto-universitetets högskola för konst, design och arkitektur.
Han arbetar i Orimattila i landskapet Päijänne-Tavastland. 

## Offentliga verk
- Verk i kontorsbyggnad i Berghäll i Helsingfors, 2005
- Verk i kyrkan i Ahtiala, Alasenkatu 4 i Lahtis, 2006
- Smultronstället (på finska Oma maa mansikka, "Där jordgubbarna växer"), stål, 2007, Lilla parlamentets park, Helsingfors[3]